# 오스틴 머혼
오스틴 머혼(Austin Mahone, 1996년 4월 4일 ~ )은 미국의 가수이다. 2011년부터 노래를 부르는 동영상을 게재하여 명성을 쌓았으며, 2012년 2월 14일, 첫 번째 싱글 11:11이 발매되었다.

## 배경
머혼은 2010년 6월 친구 앨릭스 콘스탄시오와 함께 유튜브에 동영상을 게재하였다. 2011년 1월에 올린 비디오의 반응은 "제 2의 저스틴 비버다."라는 반응이었다. 머혼은 2011년 10월 저스틴 비버의 노래 Mistletoe를 커버하였으며, 비버의 노래만큼 인기를 끌었다.
2011년 9월, 빌보드 소셜 50 차트에 38위로 가장 어린 사람으로 차트에 올랐다. 12월 2일에는 28위로 상승하였다. 머혼의 팬은 10대 소녀들이 많으며, 머혼의 팬들은 "머호미스"(Mahomies)라고 불리고 있다.
머혼은 2014년 10월 타임지에서 선정한 '2014년 가장 영향력 있는 10대 25명' 중의 한 명으로 뽑혔다.

## 사생활
머혼의 아버지는 머혼의 16개월때 돌아가셨으며, 텍사스에서 어머니와 함께 자랐다. 레이디 버드 존슨 고등학교에 다니다가 자퇴하였다.

## 디스코그래피

### 싱글
| 이름            | 연도 | 음반 |
| --------------- | ---- | ---- |
| "11:11"         | 2012 |      |
| "Say Somethin'" | 2012 |      |

## 같이 보기
- 유튜버 목록